# Кхакар

Кхакар (खकार) — кха, 13-я буква деванагари, обозначает придыхательный глухой велярный взрывной согласный. Акшара-санкхья — 2 (два). Кхакар с точкой (ख़) снизу используется в заимствованных словах для передачи глухого велярного фрикативного согласного.
Огласовки: ख  खा - кха, खि  खी - кхи, खु खू - кху, खे - кхэ, खै - кхай, खो - кхо, खौ - кхау.

Кха нагари
Кха ранджана

## Нумерация Арьябхата
- ख (кха) - 2
- खि (кхи) - 200
- खु (кху) - 20000